# Fußball-Landesklasse Thüringen
Die Fußball-Landesklasse Thüringen, seit 2023/24 offiziell Jüttner Landesklasse, ist die zweithöchste Spielklasse im Männerfußball des Thüringer Fußball-Verbandes und ist eine der siebten Spielklassen im deutschen Ligasystem (siehe Landesliga). Sie ist unterteilt in die drei Staffeln 1 (Ost- und Mittelthüringen), 2 (Nordthüringen) und 3 (West- und Südthüringen) mit je 16 Mannschaften. Bis zur Saison 2009/10 war die Landesklasse in die zwei Staffeln Ost und West eingeteilt. Seit der Saison 2010/11 gibt es drei Staffeln, die bis zur Saison 2013/14 mit Ost, Nord und Süd bezeichnet wurden.
Die drei Meister der Staffeln steigen in die sechstklassige Thüringenliga auf. Verzichtet ein Meister auf den Aufstieg, so ist die zweitplatzierte bzw. bei deren Verzicht die drittplatzierte Mannschaft aufstiegsberechtigt. Die jeweils zwei Letztplatzierten steigen in die Kreisoberliga ab.

## Teilnehmende Mannschaften 2024/2025
Alphabetisch geordnet.
- Jüttner Landesklasse Staffel 1:
  - 1. FC Greiz
  - SV 1910 Kahla
  - Eurotrink Kickers FCL Gera (N)
  - FC Einheit Bad Berka
  - FC Thüringen Jena
  - FSV 1928 Gräfinau-Angstedt (N)
  - FSV Grün-Weiß Stadtroda
  - SV 08 Rothenstein (N)
  - SV Eintracht Eisenberg
  - SV Jena-Zwätzen
  - SV Schott Jena II
  - SV Schmölln 1913
  - TSV Gera-Westvororte
  - VfB 09 Pößneck
  - VfB Apolda
  - VfR Bad Lobenstein

- Jüttner Landesklasse Staffel 2:
  - BSV Eintracht Sondershausen (A)
  - DJK SV Arenshausen
  - FC Erfurt Nord
  - FC Union Mühlhausen (A)
  - FSV 06 Kölleda
  - FSV Sömmerda
  - SC 1918 Großengottern
  - SC Leinefelde 1912
  - SV 1916 Großrudestedt (N)
  - SV Blau-Weiß Büßleben 04
  - SG SV Empor Walschleben
  - SV Germania Wüstheuterode
  - SV Grün-Weiß Siemerode
  - SV National Auleben
  - TSV 1861 Bad Tennstedt (N)
  - TSV Motor Gispersleben

- Jüttner Landesklasse Staffel 3:
  - 1. FC Sonneberg 2004
  - FC 02 Barchfeld
  - FC Steinbach-Hallenberg
  - FSV 06 Eintracht Hildburghausen
  - FSV 06 Ohratal (A)
  - FSV Wacker 03 Gotha
  - FSV Waltershausen
  - SG Lauscha/Neuhaus (N)
  - SV 08 Steinach
  - SV 08 Thur. Struth-Helmershof (N)
  - SV 1921 Walldorf
  - SG SV Borsch 1925
  - SG SV Grün-Weiß Gospenroda
  - SV Wacker 04 Bad Salzungen
  - SV Westring Gotha
  - SpVgg Siebleben 06

Legende: (A) = Absteiger, (N) = Neuling

## Bisherige Landesklassenmeister
Die Staffelsieger ab der Saison 2010/11.
| Saison  | Staffelsieger 1                 | Staffelsieger 2             | Staffelsieger 3         |
| ------- | ------------------------------- | --------------------------- | ----------------------- |
| 2010/11 | ZFC Meuselwitz II               | Wartburgstadt/Lok Eisenach  | FSV Martinroda          |
| 2011/12 | FC Thüringen Weida              | SV Grün-Weiß Siemerode      | 1. FC Sonneberg 04      |
| 2012/13 | SV 1879 Ehrenhain               | FC Dachwig/Döllstädt        | SpVgg Geratal           |
| 2013/14 | SV Eintracht Eisenberg          | FSV Wacker 90 Nordhausen II | Sg SV Borsch 1925       |
| 2014/15 | SV Rositz                       | FSV Preußen Bad Langensalza | SG Glücksbrunn Schweina |
| 2015/16 | ZFC Meuselwitz II               | SpG Teistungen/Berlingerode | FSV Wacker 03 Gotha     |
| 2016/17 | SpG Weida/Wünschendorf          | FSV Preußen Bad Langensalza | SG SV Borsch 1925       |
| 2017/18 | SV 09 Arnstadt                  | BSV Eintracht Sondershausen | VfL Meiningen 04        |
| 2018/19 | SC 1903 Weimar                  | SV BW 90 Bad Frankenhausen  | 1. FC Sonneberg 04      |
| 2019/20 | SV Blau-Weiß 90 Neustadt (Orla) | FC Erfurt Nord              | FSV 06 Ohratal          |
| 2020/21 | VfR Bad Lobenstein              | SV Blau-Weiß Büßleben 04    | SG Glücksbrunn Schweina |
| 2021/22 | SV Schott Jena II               | SG DJK SG Struth            | SG Glücksbrunn Schweina |
| 2022/23 | SV Blau-Weiß 90 Neustadt (Orla) | FC Union Mühlhausen         | FSV 06 Ohratal          |
| 2023/24 | SV Schmölln 1913                | SV BW 91 Bad Frankenhausen  | VfL Meiningen 04        |